# 콘티넨털 항공의 운항 노선
아래는 2011년 11월 30일에 유나이티드 항공으로 합병되기전까지 콘티넨털 항공의 취항지 목록이다.

## 운항 노선

### 아시아

#### 동아시아
- 중화인민공화국
  - 베이징 – 베이징 서우두 국제공항
  - 상하이 – 상하이 푸둥 국제공항
- 홍콩
  - 홍콩 – 홍콩 첵랍콕 국제공항
- 일본
  - 도쿄 – 나리타 국제공항
  - 나고야 – 주부 센토레아 국제공항
  - 오사카 – 간사이 국제공항
  - 니가타 – 니가타 공항
  - 삿포로 – 신치토세 공항
  - 센다이 – 센다이 공항
  - 오카야마 – 오카야마 공항
  - 오키나와 - 나하 공항
  - 후쿠오카 – 후쿠오카 공항
  - 히로시마 – 히로시마 공항

#### 동남아시아
- 베트남
  - 호치민 시 – 떤선녓 국제공항
- 싱가포르
  - 싱가포르 – 싱가포르 창이 국제공항
- 필리핀
  - 마닐라 – 니노이 아키노 국제공항

#### 남아시아
- 인도
  - 델리 – 인디라 간디 국제공항
  - 뭄바이 – 차트라파티 시바지 국제공항

#### 서남아시아
- 이스라엘
  - 텔아비브 – 벤구리온 국제공항

### 아프리카

#### 서아프리카
- 나이지리아
  - 라고스 - 무르탈라 모하메드 국제공항

### 유럽

#### 서유럽
- 영국
  - 런던 – 런던 히드로 국제공항
  - 글래스고 – 글래스고 공항
  - 맨체스터 – 맨체스터 공항
  - 버밍엄 – 버밍엄 공항
  - 벨파스트 – 벨파스트 공항
  - 에든버러 – 에든버러 공항
- 프랑스
  - 파리 – 파리 샤를 드 골 국제공항
- 독일
  - 베를린 - 베를린 테겔 국제공항
  - 뮌헨 – 뮌헨 국제공항
  - 프랑크푸르트 – 프랑크푸르트 국제공항
  - 함부르크 – 함부르크 공항
- 아일랜드
  - 더블린 – 더블린 공항
  - 섀넌 – 섀넌 공항
- 네덜란드
  - 암스테르담 – 암스테르담 스키폴 국제공항

#### 중유럽
- 스위스
  - 제네바 – 제네바 국제공항

#### 남유럽
- 스페인
  - 마드리드 – 마드리드 바라하스 국제공항
  - 바르셀로나 – 바르셀로나 엘프라트 국제공항
- 이탈리아
  - 로마 – 레오나르도 다 빈치 국제공항
  - 밀라노 – 밀라노 말펜사 국제공항
- 포르투갈
  - 리스본 – 리스본 포르텔라 국제공항

#### 북유럽
- 노르웨이
  - 오슬로 – 오슬로 가르데르모엔 국제공항
- 덴마크
  - 코펜하겐 – 코펜하겐 카스트럽 국제공항
- 스웨덴
  - 스톡홀름 – 스톡홀름 알란다 국제공항

### 아메리카

#### 북아메리카
- 미국
  - 워싱턴 D.C.
    - 워싱턴 덜레스 국제공항
    - 로널드 레이건 워싱턴 내서널 공항

  - 네바다
    - 라스베이거스 – 매캐런 국제공항
    - 리노 – 리노 타호 국제공항

  - 네브래스카
    - 오마하 – 엠프리 공항

  - 노스캐롤라이나
    - 롤리 – 롤리 더럼 국제공항
    - 샬럿 – 샬럿 더글러스 국제공항

  - 뉴멕시코
    - 앨버커키 – 앨버커키 국제공항
    - 뉴욕
    - 뉴욕 - 라가디아 공항

  - 뉴저지
    - 뉴어크 – 뉴어크 리버티 국제공항 허브

  - 루이지애나
    - 뉴올리언즈 – 루이 암스트롱 뉴올리언즈 국제공항

  - 메릴랜드
    - 볼티모어 – 볼티모어 워싱턴 국제공항

  - 매사추세츠
    - 보스턴 – 보스턴 로건 국제공항

  - 미네소타
    - 미니애폴리스 – 미니애폴리스 세인트폴 국제공항

  - 미시간
    - 디트로이트 – 디트로이트 메트로폴리탄 웨인 카운티 국제공항

  - 미주리
    - 세인트 루이스 – 램버트 세인트 루이스 국제공항
    - 캔자스 시티 – 캔자스 시티 국제공항

  - 버지니아
    - 리치몬드 – 리치몬드 국제공항

  - 알래스카
    - 앵커리지 – 테드 스티븐스 앵커리지 국제공항

  - 애리조나
    - 투산 - 투산 국제공항 계절편
    - 피닉스 – 피닉스 스카이 하버 국제공항

  - 오리건
    - 포틀랜드 – 포틀랜드 국제공항

  - 오클라호마
    - 털사 – 털사 국제공항

  - 오하이오
    - 클리블랜드 – 클리블랜드 홉킨슨 국제공항 허브
    - 콜럼버스 – 포트 콜럼버스 국제공항

  - 워싱턴주
    - 시애틀 – 시애틀 터코마 국제공항

  - 유타
    - 솔트레이크시티 – 솔트레이크시티 국제공항

  - 인디애나
    - 인디애나폴리스 – 인디애나폴리스 국제공항

  - 일리노이
    - 시카고 – 시카고 오헤어 국제공항

  - 조지아
    - 애틀랜타 – 하츠필드 잭슨 애틀랜타 국제공항

  - 캘리포니아
    - 로스앤젤레스 – 로스앤젤레스 국제공항
    - 산 호세 - 산 호세 국제공항
    - 새크라멘토 – 새크라멘토 국제공항
    - 샌디에이고 – 샌디에이고 국제공항
    - 샌프란시스코 – 샌프란시스코 국제공항
    - 온타리오 – 온타리오 국제공항
    - 산타아나/오랜지 카운티 - 존 웨인 공항

  - 콜로라도
    - 덴버 – 덴버 국제공항
    - 몬트로즈/텔라이드 – 몬트로즈 리저널 공항 계졀편

  - 텍사스
    - 댈러스 – 댈러스 포트워스 국제공항
    - 맥알린 – 맥알린 미들 국제공항
    - 샌안토니오 – 샌안토니오 국제공항
    - 엘파소 – 엘파소 국제공항
    - 오스틴 – 오스틴 베그스트롬 국제공항
    - 휴스턴 – 조지 부시 인터콘티넨털 공항 허브

  - 펜실베이니아
    - 피츠버그 – 피츠버그 국제공항
    - 필라델피아 – 필라델피아 국제공항

  - 플로리다
    - 마이애미 – 마이애미 국제공항
    - 올랜도 – 올랜도 국제공항
    - 웨스트팜비치 – 팜비치 국제공항
    - 잭슨빌 – 잭슨빌 국제공항
    - 탬파 – 탬파 국제공항
    - 포트로더데일 – 포트로더데일 할리우드 국제공항
    - 포트마이어스 – 사우스 웨스트 플로리다 국제공항

  - 하와이
    - 호놀룰루 – 호놀룰루 국제공항
    - 힐로 – 힐로 국제공항
    - 카훌루이 – 카훌루이 공항 계절편
- 캐나다
  - 밴쿠버 – 밴쿠버 국제공항
  - 에드먼턴 – 에드먼턴 국제공항
  - 캘거리 – 캘거리 국제공항
- 멕시코
  - 멕시코시티 - 멕시코시티 국제공항
  - 과달라하라 – 미겔 이달고 이 코스티야 국제공항
  - 레온 – 델 바지오 국제공항
  - 마사틀란 – 마사틀란 국제공항
  - 메리다 - 메리다 국제공항
  - 몬테레이 – 제너럴 몬테레이 에스코비도 국제공항
  - 산호세델카보 – 로스카보스 국제공항
  - 아카풀코 – 후안 아벨즈 국제공항
  - 유카탄 – 유카탄 국제공항
  - 이스타바 – 이스타바 지후아테네 국제공항
  - 캉쿤 – 캉쿤 국제공항
  - 코스멜 – 코스멜 국제공항
  - 푸에르토바야르타 – 구스타보 디아스 오르다스 국제공항

#### 중앙아메리카
- 과테말라
  - 과테말라시티 - 라 오로라 국제공항
- 니카라과
  - 마나과 - 아우구스토 C. 산디노 국제공항
- 벨리즈
  - 벨리즈시티 - 필립 S. W. 골드슨 국제공항
- 엘살바도르
  - 산살바도르 - 쿠스 카틀란 국제공항
- 온두라스
  - 테구시갈파 - 토콘틴 국제공항
  - 로엔텐 - 후안 마누엘 갈베스 국제공항
  - 산페드로술라 - 라몬 빌레다 모랄레스 국제공항
- 코스타리카
  - 산호세 - 후안 산타 마리아 국제공항
  - 리베리아 - 다니엘 올드버 쿠토스 국제공항
- 파나마
  - 파나마시티 - 토쿠멘 국제공항

#### 남아메리카
- 베네수엘라
  - 카라카스 - 시몬 볼리바르 국제공항
- 브라질
  - 리우데자네이루 - 리우데자네이루 갈레앙 국제공항
  - 상파울루 - 상파울루 구아룰류스 국제공항
- 아르헨티나
  - 부에노스아이레스 - 미니스토로 피스타리니 국제공항
- 에콰도르
  - 키토 - 마셀 수크레 국제공항
- 콜롬비아
  - 보고타 - 엘도라도 국제공항
- 페루
  - 리마 - 호르헤차베스 국제공항

#### 카리브해
- 도미니카 공화국
  - 산토도밍고 - 라스 아메리카 국제공항
  - 푸에르토플라타 - 푸에르토플라타 국제공항
  - 푼타카나 - 푼타카나 국제공항
- 미국령 버진아일랜드
  - 세인트토마스 - 시릴 E. 킹 공항
- 바하마
  - 나소 - 린든 핀들링 국제공항
- 버뮤다
  - 해밀턴 - LF 웨이드 국제공항
- 보네르섬
  - 크랄렌데이크 - 플라밍고 국제공항
- 아이티
  - 포르토프랭스 - 투생 루베르튀르 국제공항
- 아루바
  - 오라녜스타트 - 퀸 비어트릭스 국제공항
- 앤티가 바부다
  - 세인트존스 - VC 버드 국제공항
- 자메이카
  - 몬테고베이 - 상스터 국제공항
- 케이맨 제도
  - 그랜드 케이먼 - 오웬 로버츠 국제공항
- 쿠바
  - 아바나 – 호세 마르티 국제공항 전세편
- 퀴라소
  - 빌렘스타트 - 하토 국제공항
- 터크스 케이커스 제도
  - 프로비던셜스 - 프로비던셜스 국제공항
- 트리니다드 토바고
  - 포트오브스페인 - 피아르코 국제공항
- 푸에르토리코
  - 산 후안 - 루이스 무노즈 마린 국제공항
  - 아과디야 - 라파엘 헤르난데스 공항

### 오세아니아

#### 오스트랄라시아
- 오스트레일리아
  - 케언스 – 케언스 공항

#### 미크로네시아
- 괌
  - 괌 – 앤토니오 B. 원 팻 국제공항 허브
- 마셜 제도
  - 마주로 – 미셸 제도 국제공항
  - 콰잘레인 환초 – 부츠 암 공항
- 미크로네시아 연방
  - 추크 제도 – 추크 국제공항
  - 코스라에섬 – 코스라에 국제공항
  - 폰페이섬 – 폰페이 국제공항
  - 야프섬 – 야프 국제공항
- 팔라우
  - 코로르 – 코로르 국제공항

## 과거 취항지

### 아시아

#### 동아시아
- 대한민국
  - 서울 - 김포국제공항

#### 동남아시아
- 인도네시아
  - 덴파사르 - 응우라라이 공항

### 유럽

#### 서유럽
- 영국
  - 런던 - 런던 개트윅 국제공항
  - 런던 - 런던 스탠스테드 공항
  - 런던 - 런던 루턴 공항
  - 브리스톨 - 브리스톨 공항
- 독일
  - 뒤셀도르프 - 뒤셀도르프 국제공항
  - 쾰른 - 쾰른 본 공항
- 벨기에
  - 브뤼셀 - 브뤼셀 국제공항

#### 중유럽
- 스위스
  - 취리히 - 취리히 국제공항

#### 남유럽
- 그리스
  - 아테네 - 아테네 국제공항

### 아메리카

#### 북아메리카
- 미국
  - 노스캐롤라이나
    - 그린빌 – 그린빌 공항

  - 뉴욕
    - 뉴욕 – 존 F. 케네디 국제공항
    - 버팔로 - 버펄로 나이아가라 국제공항
    - 올버니 - 올버니 국제공항

  - 몬태나
    - 비루딩 – 비루딩 로건 국제공항
    - 보즈맨 – 갤레틴 필드 공항 계절편

  - 아이오와
    - 데스 모인스 – 데스 모인스 국제공항

  - 앨라배마
  - 버밍햄 - 버밍햄 셔틀스워스 국제공항
  - 오클라호마
    - 오클라호마 시티 - 오클라호마시티 국제공항
    - 로턴 – 로턴 포트실 공항

  - 와이오밍
    - 잭슨 – 잭슨 홀 공항

  - 일리노이
    - 시카고 – 시카고 미드웨이 국제공항
    - 피오리아 - 제너럴 웨인 A. 다우닝 피오리아 국제공항

  - 캘리포니아
    - 오클랜드 - 오클랜드 국제공항
    - 롱비치 - 롱비치 공항
    - 버뱅크 - 밥 호프 공항

  - 캔자스
    - 위치타 – 미드 카운티 공항

  - 캔터키
    - 신시내티 – 신티내티 노던캔터키 국제공항

  - 코네티컷
    - 하트포트/스프링필드 – 브래들리 국제공항

  - 텍사스
    - 러벅 - 러벅 프레스턴 스미스 국제공항
    - 애머릴로 – 애머릴로 국제공항
    - 미들랜드 - 미들랜드 공항
    - 휴스턴 - 윌리엄 P. 호비 공항

  - 플로리다
    - 데이토나비치 – 데이토나비치 국제공항
    - 멜버른 - 올랜도 멜버른 국제공항
    - 새러소타 - 새러소타 브레이든턴 국제공항
- 캐나다
  - 세인트존스 - 세인트존스 국제공항

#### 남아메리카
- 볼리비아
  - 산타크루즈 - 비루비루 국제공항
- 브라질
  - 벨루오리존치 - 탕크레두 네베스 국제공항
- 에콰도르
  - 과야킬 - 호세 호아킨데 올메도 국제공항
- 칠레
  - 산티아고 - 코모도로 아르투로 메리노 베니테스 국제공항
- 콜롬비아
  - 칼리 - 알폰소 보니야 아라곤 국제공항

#### 카리브해
- 네덜란드련 신트마르틴
  - 신트마르턴 - 프린세스 줄리아나 국제공항
- 자메이카
  - 킹스턴 - 노먼 맨리 국제공항
- 푸에르토리코
  - 폰세 - 메레시타 공항

### 오세아니아

#### 오스트랄라시아
- 뉴질랜드
  - 오클랜드 - 오클랜드 국제공항
- 오스트레일리아
  - 시드니 - 시드니 킹스포드 스미스 국제공항
  - 멜버른 - 멜버른 공항
  - 브리즈번 - 브리즈번 공항

#### 멜라네시아
- 피지
  - 난디 - 난디 국제공항

#### 폴리네시아
- 프랑스령 폴리네시아
  - 파페에테 - 파 국제공항